# Detroit Partnership
 (août 2017).
Si vous disposez d'ouvrages ou d'articles de référence ou si vous connaissez des sites web de qualité traitant du thème abordé ici, merci de compléter l'article en donnant les références utiles à sa vérifiabilité et en les liant à la section « Notes et références ».
The Detroit Partnership (aussi connu comme la combination de Detroit ou la famille Tocco-Licavoli-Zerilli) est une organisation criminelle basée à Détroit dans le Michigan et l'une des 25 familles qui composent la mafia américaine connue sous le nom de Cosa nostra.
Les activités criminelles de cette organisation sont le racket de syndicats de travailleurs, les paris clandestins, le prêt usuraire, l'extorsion, le vol de voitures, trafic de drogue et plusieurs affaires légitimes incluant une écurie de course, des entreprises de transport routier, des entreprises de traitement d'ordures, des entreprises de construction, des restaurants, des entreprises de distribution alimentaire et des entreprises de services à domicile.